# Johannes Baeck
Johannes Baeck, ook Johan Baeck, Johan Baeck (of Baak) Hattigh en Johan Hattich genoemd (Utrecht, ca. 1600 – aldaar, tussen 1654 en 2 juli 1655) was een Noord-Nederlands schilder, militair en herbergier.

## Levensloop
Hij was een zoon van Herman Baeck en Elisabeth van Loor. Een akte uit 1631 in Het Utrechts Archief is door hem gesigneerd Johan Juriaen Baeck. Een dergelijke dubbele voornaam is een Duits militair gebruik en wijst op een mogelijke Duitse oorsprong van de familie Baeck. Zijn vader was ‘geweldiche provoost’ (een soort militair politiebeambte) van het ‘gestichte’ (jurisdictie) van het gewest Utrecht. Baeck zelf was ‘casteleyn in 't oude heeren legement’, het Oudezijds Herenlogement in Amsterdam. Daarnaast was hij soldaat. In 1625 werd hij lid van de compagnie van een zekere Blomendael, voormalig kapitein. Het is onbekend door wie hij als schilder werd opgeleid. Mogelijk was zijn kunstenaarschap een bijverdienste. Hij wordt in 1631 voor het eerst vermeld in de Utrechtse archieven. In 1637 trouwde hij met Geertruyt Schijff, dochter van Adriaen Schijff, schout van Zeist. In 1653 verbleef hij in Vianen, later opnieuw in Amsterdam. Zijn laatst gedateerde werk, Vrouw met haan en Oude man met hen stamt uit 1654. Volgens Ecartico overleed hij voor 2 juli 1655.